# Camponotus armstrongi
Camponotus armstrongi är en myrart som beskrevs av Mcareavey 1949. Camponotus armstrongi ingår i släktet hästmyror, och familjen myror. Inga underarter finns listade.

## Bildgalleri

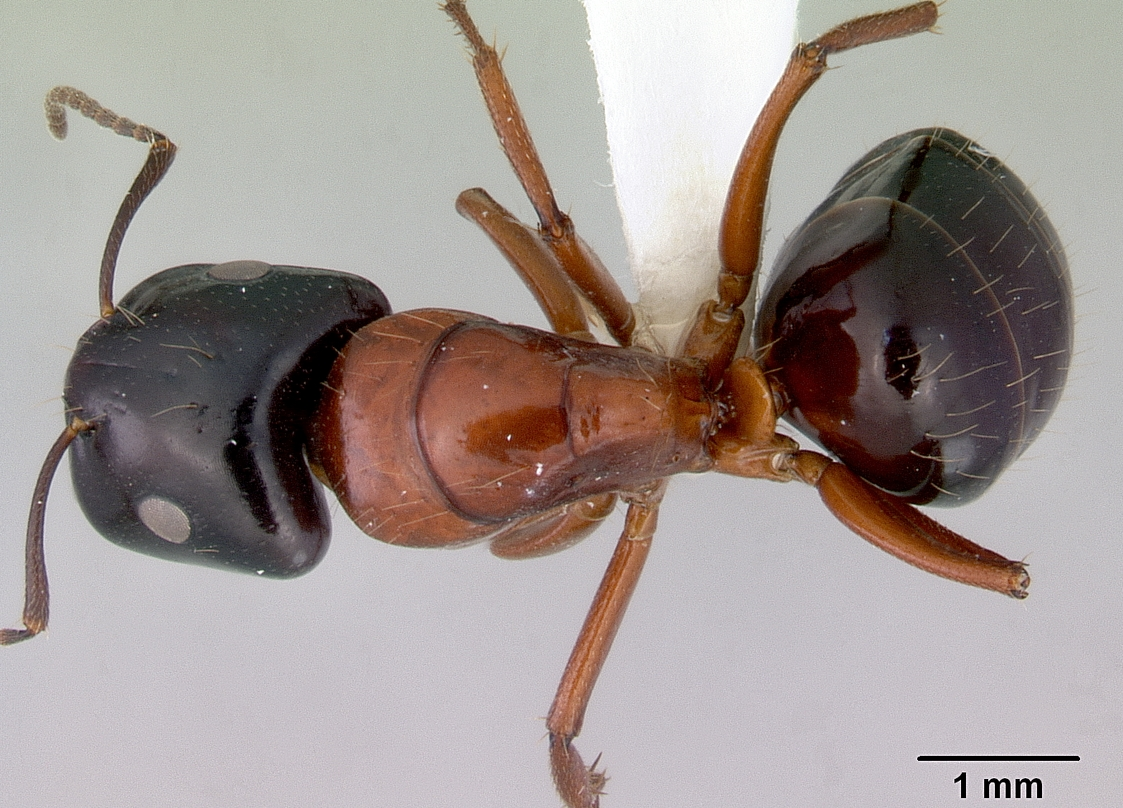
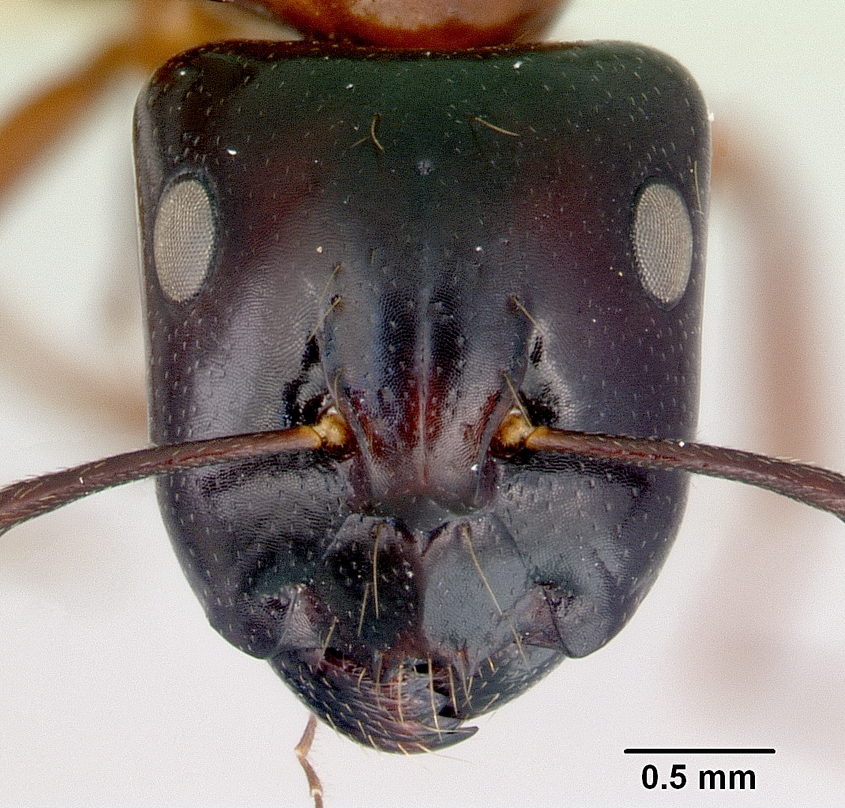
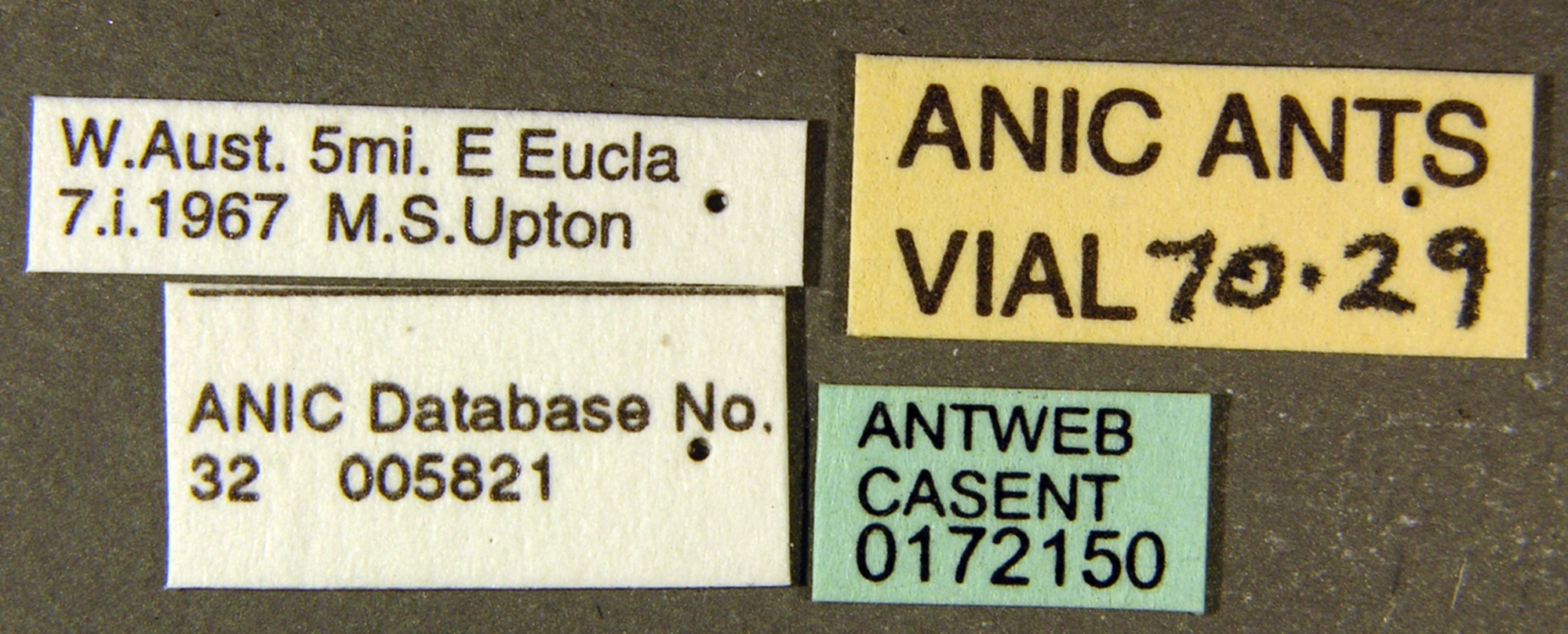
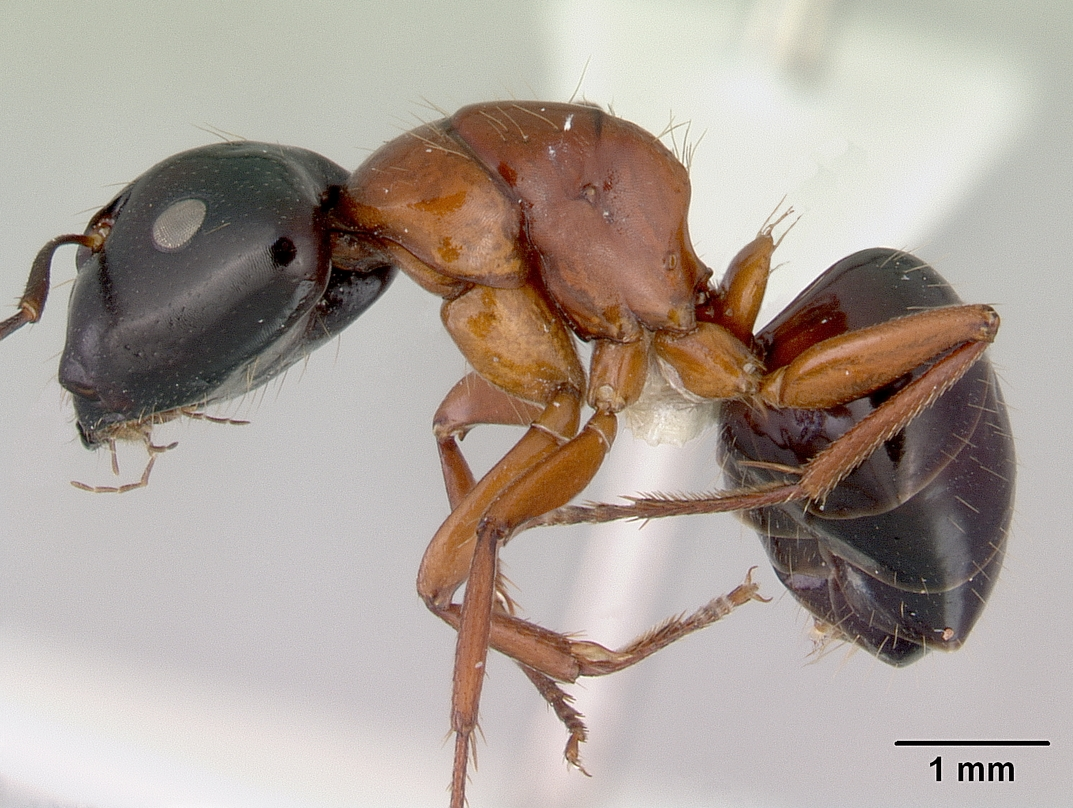
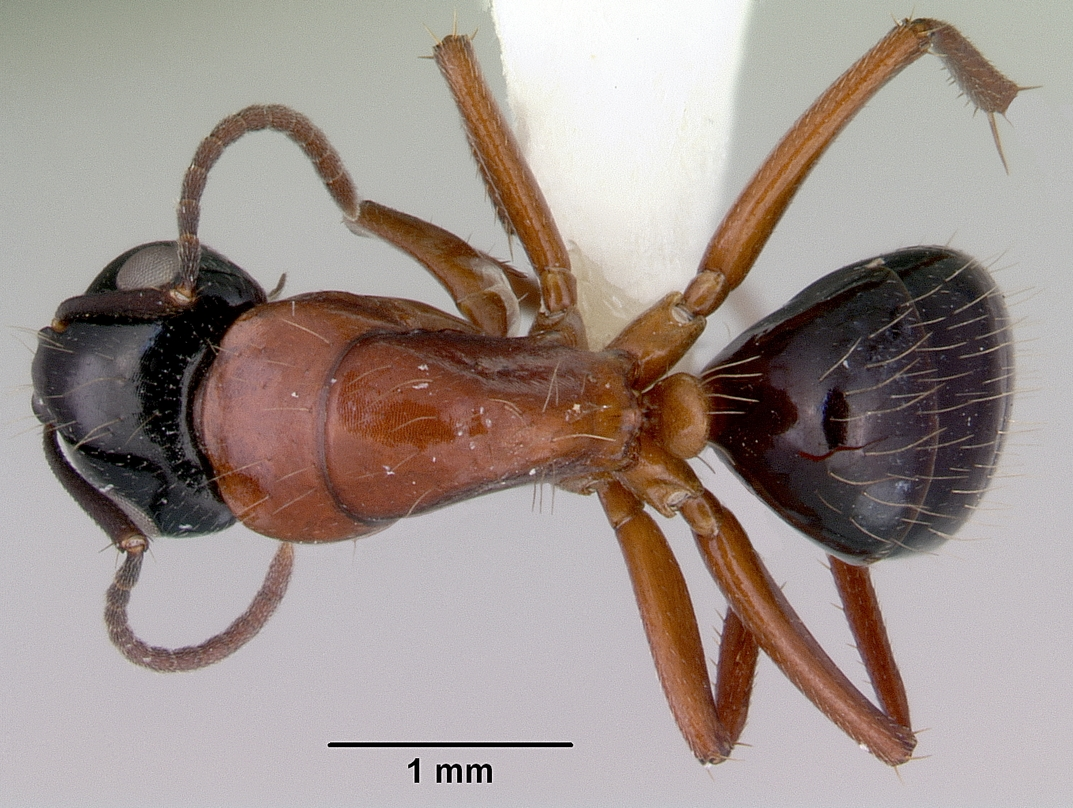
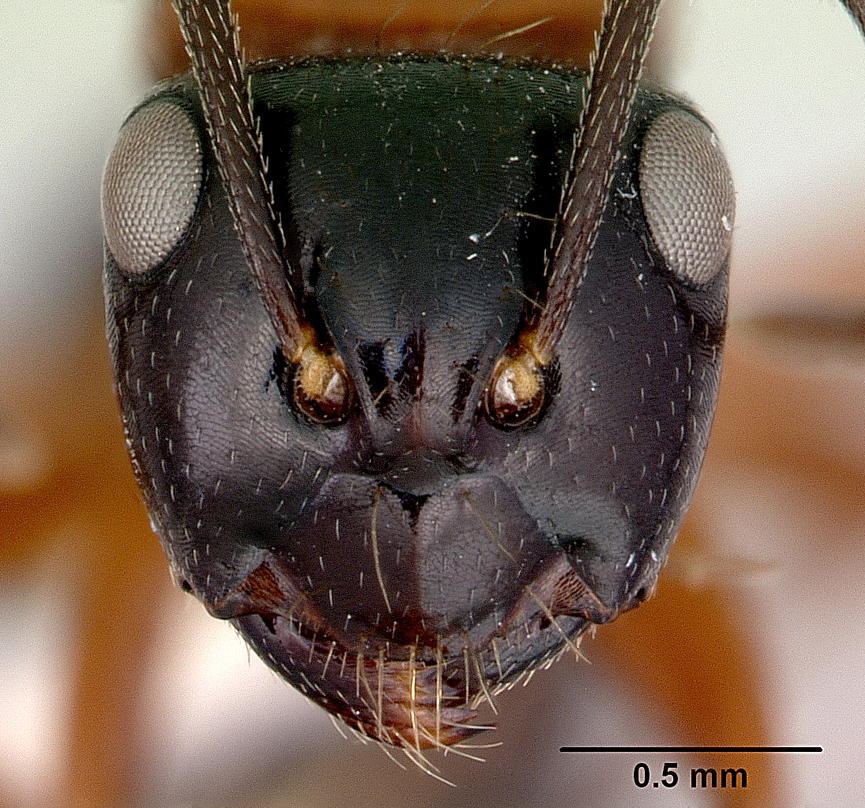